# Greenea bahadurii
Greenea bahadurii är en måreväxtart som beskrevs av R.C.Gaur och Dayal, Ram. Greenea bahadurii ingår i släktet Greenea och familjen måreväxter. Inga underarter finns listade i Catalogue of Life.